# Alejandro de Judea
Alejandro (en griego antiguo Ἀλέξανδρος, nacido el año 80 a. C, fallecido el 49 a. C.), o Alejandro Macabeo, fue el hijo mayor de Aristóbulo II, rey de Judea. Contrajo matrimonio con su prima Alejandra Macabea, hija de su tío, Hircano II. Su abuelo fue Alejandro Janneo, el segundo hijo por edad de Juan Hircano I. Mariamna I, hija de Alejandro y Alejandra, fue la segunda esposa de Herodes I el Grande y reina asmonea del reino judío.

## Biografía
Alejandro fue hecho prisionero con su padre y su hermano Antígono Matatías por el general romano Pompeyo, en la captura de Jerusalén del 63 a. C., pero escapó cuando eran transportados a Roma. En 57 a. C. reapareció en Judea y organizó un ejército de 10000 soldados de infantería y 1500 de caballería, fortificando Alexandrium y otras plazas. 
El tío de Alejandro Hircano II (con quien Aristóbulo II estaba enfrentado) solicitó ayuda a Aulo Gabinio, quién desplazó un gran ejército contra Alejandro, y envió a Marco Antonio con una unidad militar de avanzadilla. Combatieron cerca de Jerusalén, sufriendo Alejandro una severa derrota, por lo que se refugió en la fortaleza de Alexandrium. 
Gracias a la mediación de su madre se le permitió partir, con la condición de entregar todas las fortalezas que aún estaban en su poder. Al año siguiente, durante la expedición de Gabinio a Egipto, Alejandro volvió a incitar a los judíos a la revuelta y reunió un ejército. Masacró a todos los romanos que cayeron en su camino y sitió al resto, que se habían refugiado en el Monte Guerizín. Después de rechazar los términos de paz que le ofreció Gabinio, fue derrotado cerca del Monte Tabor con la pérdida de 10000 hombres. El espíritu de sus seguidores, sin embargo, no quedó del todo aplastado, ya que en el año 53 a. C., a la muerte de Craso, volvió a reunir algunas fuerzas, pero se vio obligado a aceptar los términos de Cayo Casio Longino en el 52 a. C. En el 49 a. C., cuando estalló la guerra civil, Julio César liberó al padre de Alejandro, Aristóbulo II, y lo envió a Judea para promover sus intereses allí. Fue envenenado en el viaje, y Alejandro, que se preparaba para apoyarlo, fue capturado por órdenes de Pompeyo, y decapitado en Antioquía.